# Johannes Rothlöben
Johannes Rothlöben, född 4 augusti 1593 i Wittenberg, död 22 mars 1649 i Hadersleben, var en svensk präst.

## Biografi
Johannes Rothlöben föddes 1593 i Wittenberg. Han var son till regementsprofossen Sebastian Rothlöben och Magdalena Zimmerman. Rothlöben blev student vid Wittenbergs universitet och avlade magisterexamen 1614. Han avlade 1618 filosofie adjunktsexamen vid universitetet. Rothlöben blev 1622 hovpredikant hos furstinnan Drottning Kristina och 1624 hos Maria Eleonora av Brandenburg. Från 1624 var han även kyrkoherde i Tyska S:ta Gertruds församling, invigd 11 december samma år. Rothlöben tog avsked från tjänsten 9 november 1638 och blev 1639 hovpredikant hon Kristian IV av Danmark i Glückstadt. Han blev 1642 prost i Pinnenberg och 28 november 1645 prost i Hadersleben, tillträdde 1646. Rothlöben avled 1649 i Hadersleben och begravdes där 2 april samma år.

### Familj
Rothlöben gifte sig 1625 med Benedicta Danckwardt (död 1652). Hon var dotter till borgmästaren Joachim Danckwardt och Brita Olofsdotter i Nyköping. Benedicta Danckwardt var änka efter komministern Petrus Becker i Tyska församlingen. Rothlöben och Danckwardt fick tillsammans barnen Johannes Rothlöben (död 1627), Birgitta Rothlöben (1627–1665) som var gift med hovapotekaren Casper Scheps i Stockholm och apotekaren Samuel Ziervogel den äldre i Stockholm, Maria Rothlöben (1628–1677) som var gift med handelsmannen Helmich von Elswick i Stockholm, Anna Magdalena Rothlöben (1629–1667) som var gift med handelsmannen Lorentz Alteneck i Stockholm, Christina Rothlöben (född 1631) som var gift med handelsmannen Peter Lemmens i Österlövsta socken och tre söner.